# Movnîkî, Ivanîci
Movnîkî (în ucraineană Мовники) este localitatea de reședință a comunei Movnîkî din raionul Ivanîci, regiunea Volînia, Ucraina.

## Demografie
Componența lingvistică a localității Movnîkî
     Ucraineană (98,02%)
     Rusă (1,49%)
     Alte limbi (0,34%)
Conform recensământului din 2001, majoritatea populației localității Movnîkî era vorbitoare de ucraineană (98,02%), existând în minoritate și vorbitori de rusă (1,49%).